# Kockás tarkalepke
A kockás tarkalepke (Melitaea diamina)  a rovarok (Insecta) osztályának a lepkék (Lepidoptera) rendjébe, ezen belül a tarkalepkefélék (Nymphalidae) családjába tartozó faj.

## Származása, elterjedése
Egész Európában megtalálható; Magyarországon viszonylag ritka: az utóbbi 1-2 évtizedben folyamatosan gyérül.

## Megjelenése, felépítése
Testhossza 25–30 mm, szárnyának fesztávolsága 34–38 mm. A hernyó szájszerve rágó, az imágóé pödörnyelv (feltekeredő szívó-nyalócső).
Szárnya a többi tarkalepkéénél jóval sötétebb, barna.

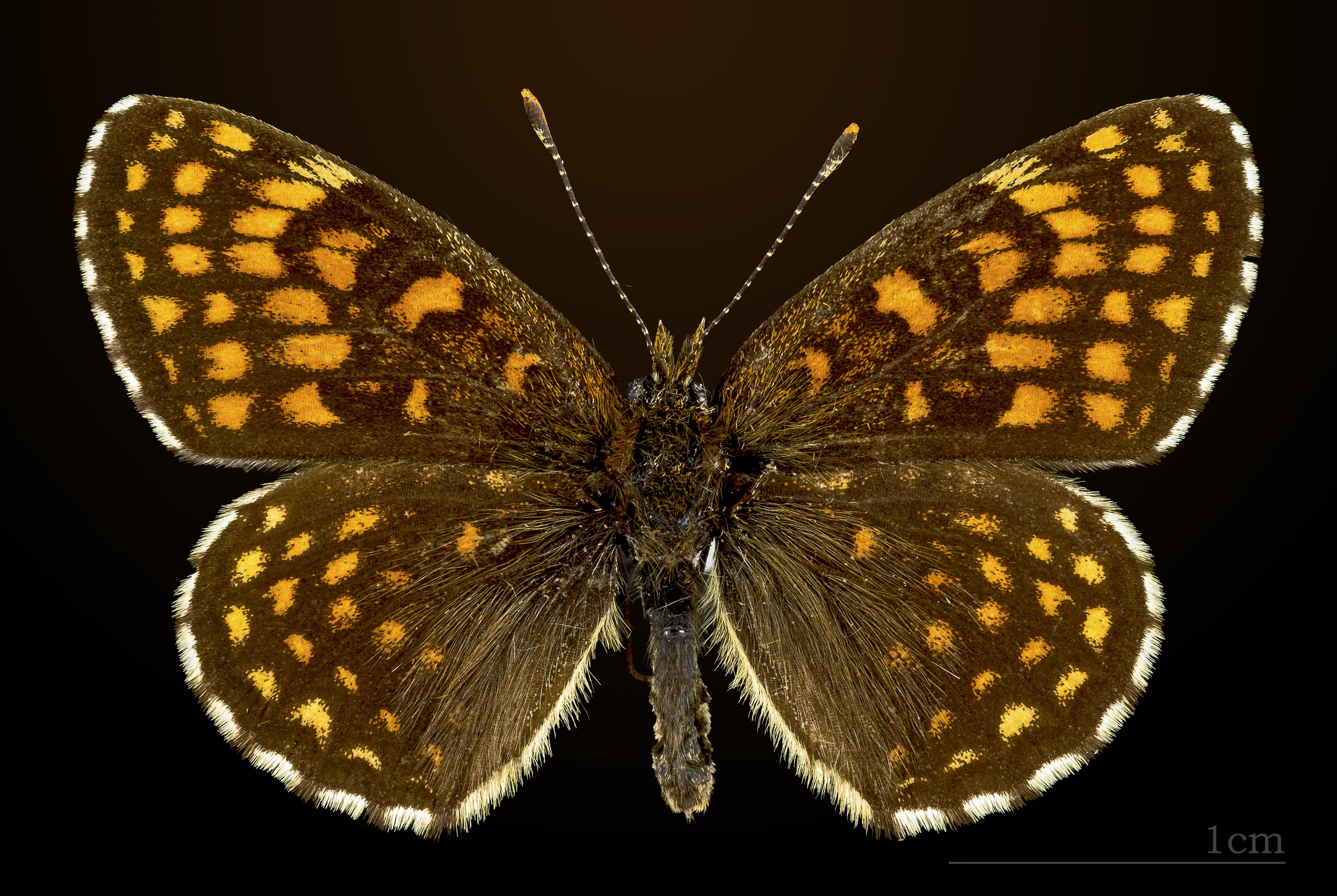
♂
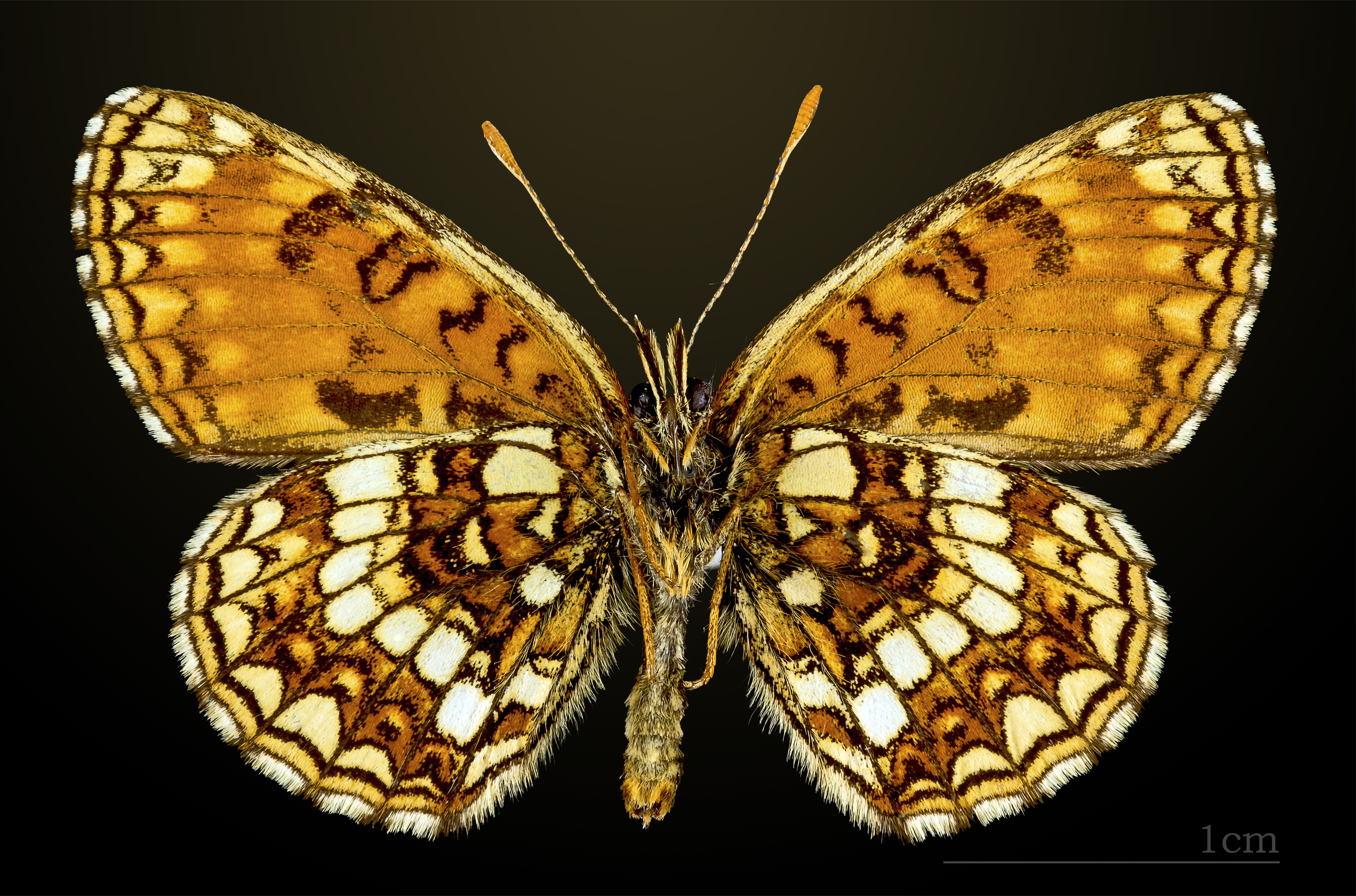
♂ △
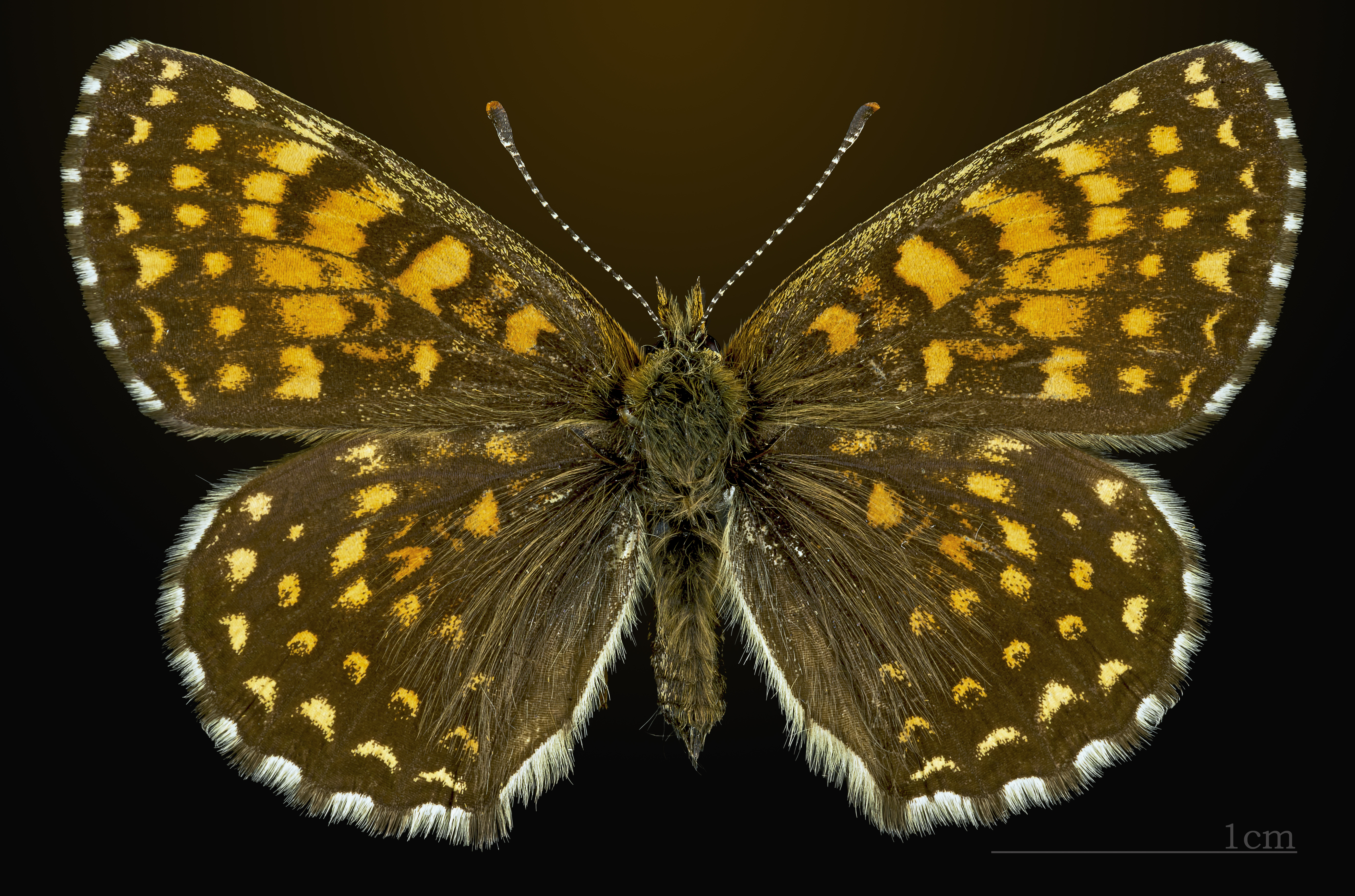
♀
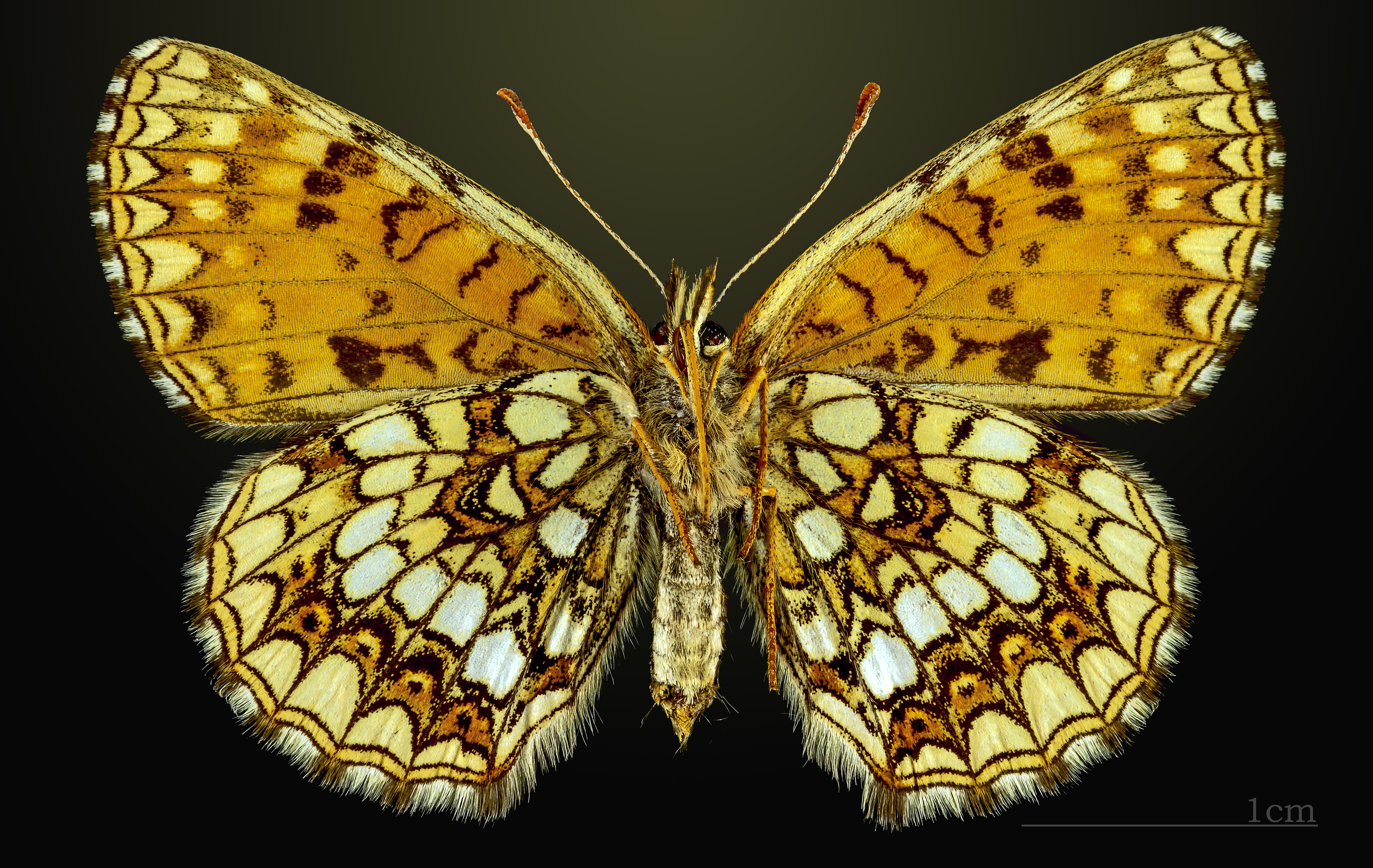
♀ △

## Életmódja
Oligofág hernyója az útifűfélék (a Valeriana, Melampyrum, Veronica, Plantago nemzetségek fajainak) leveleit rágja, a lepke nektárt szív. Hernyó állapotban telel át, társas szövedékben. Magyarországon évente egy nemzedéke repül május-júliusban.
Közepesen nedvességkedvelő; elsősorban nedves völgyekben, nyáron sem kiszáradó réteken és sásos, kiöntéses jellegű területeken fordul elő. A környezet változásaira érzékeny.

## Rokon fajok
Legközelebbi rokona a kis tarkalepke (Melitaea trivia).